# Halsten
För andra betydelser av Halsten, se Halsten (olika betydelser).
Halsten (eller Hallsten) Stenkilsson, troligen född cirka 1050, död okänt år, var en svensk kung som regerade i Sverige under en kort tid efter år 1067, troligen fram till omkring 1070. Adam av Bremen nämner honom i en skolie, och säger att han fördrevs till förmån för Anund Gårdske. Han är även omtalad i kungalängderna i äldre Västgötalagen och Hervarsagan samt möjligen i ett påvebrev.

## Biografi
Källorna är överens om att Halsten var son till kung Stenkil. Västgötalagen och Hervarsagan anger dessutom att han var far till de båda kungarna Filip och Inge den yngre, och Hervarsagan påstår också att han samregerade med sin bror Inge den äldre, vilket möjligen stöds av ett brev från påven Gregorius VII riktat till Inge samt en kung "A" som denne ska ha regerat tillsammans med. De båda uppmanas införa tionde och kallas reges wisigothorum ("västgötarnas kungar", men egentligen 'visigoternas kungar'). Denne "A" tolkas vanligen som Halsten, men kan möjligen syfta på Håkan Röde.
I Västgötalagens regentlista sades han vara hövlig och glad, och närhelst ett lagärende lades fram för honom, dömde han rättvist, och "därför försämrades Sverige av hans frånfälle och död". Ingen av källorna nämner dock när detta skall ha skett.
Han efterträddes i sinom tid på tronen av sina söner Filip och Inge.